# Дроґо Себурський
Святий Дроґо Себурський (14 березня 1105 — 16 квітня 1186) — святий католицької церкви, покровитель кав'ярень та їх власників і один із сучасних символів кавового Дрогобича. Вшановується 16 квітня, у Себурі щороку проходить процесія на Трійцю.
Мощі святого зберігаються у церкві Св. Мартина у Себурі.
В іконописі зображають його у вигляді пастуха (зазвичай, з ягнятами та посохом пастуха) або у вигляді оголеного чоловіка з накидкою на голові. У сучасній культурі святого зображають з чашкою кави у руках.

## Життєпис
Святий Дроґо народився у містечку Епінуа вже після смерті свого батька, внаслідок кесаревого розтину. Таким чином він одразу став сиротою і, окрім іншого, вважається патроном сиріт та акушерок. Коли Дроґо виповнилося десять років, він дізнався про долю своєї матері та дуже засмутився. Коли йому виповнилося двадцять, він роздав своє майно бідним й обрав просте життя, близьке до Бога.
Дроґо став пасти овець для одруженої жінки на ім'я Елізабет де ля Ер. Він був пастухом шість років. Локальна традиція каже, що Дроґо навчився бути у двох місцях водночас: його бачили поруч зі своєю отарою, і у той же час він був у церкві на службі. Існує місцева приказка: "Я не святий Дроґо! Я не можу водночас дзвонити у дзвін на месу та йти у процесії!"
Потім Дроґо почав подорожувати і дев'ять разів ходив до Риму (близько 1500 км в один бік). Кажуть, ніби він сподівався, що Папа може відпустити йому гріха загибелі матері, але він так його й не зустрів. 
Одного разу в Дроґо з'явилася грижа, яка завадила йому продовжувати подорожі та спотворила його. Тож Дроґо вирішив затворитися і став жити у малій келійці при церкві Св. Мартина у Себурі. В нього було два віконця: одне назовні, щоб розмовляти з перехожими та приймати їжу, а інше у церкву, щоб слухати месу. Дроґо жив там до самої своєї смерті 16 квітня 1186 року.
Після смерті за тілом Дроґо приїхали мешканці його рідного містечка Епінуа. Вони поклали його тіло на віз, але як стали везти з Себуру віз все важчав і важчав. Нарешті він не зміг рухатися далі, тож Дроґо були вимушені повернути до собору Св. Мартина, де його й поховали. На тому місці, де віз зупинився, поставили хреста.

## Канонізація
Хоча Дроґо вважається святим, але його не було канонізовано за правилами. До його могили ходили хворі із грижами, жовчним камінням, німі, і лікувалися, тож його почали вшановувати як святого. П'ятсот років потому, у 1609 році, культ святого Дроґо було нарешті визнано офіційно. Єпископ Рішардо поклав його мощі на вівтар та провів церемонію вшанування. У 1611 році для його мощей зробили релікварій. Щороку у неділю на Трійцю віруючі організують процесію на честь святого Дроґо з його мощами.